# Dagger GT
Dagger GT — заявленный в 2010 году и неосуществленный проект спортивного автомобиля (США). Первые экземпляры модели планировалось поставить покупателям к 2011 году.
Разработчики:
- Том Нельсон (Nelson Racing Engines) — двигатели
- Майк Мендеола (Mendeola Transaxles) — трансмиссия
- Алан Вишневски (AW Race Cars) — конструкция шасси, углеродно-композитный монокок
- Фил Франк (Phil Frank Design) — внешний дизайн
- Мэтт Джексон (CEO of After FX Customs) — дизайн интерьера и окраска

В зависимости от версии (дорожная или гоночная), автомобиль может быть оборудован двигателем от 800 до 2500 л.с., шестиступенчатая КПП. Предполагалось также в перспективе разработать двигатель в 3000 л.с., а также опционально 600-сильный электро-гибридный двигатель. Наиболее мощная версия ДВС должна работать на особой смеси — метаноле и этаноле.
Кузов должен базироваться на несущем трубчатом каркасе из высокопрочной стали 4130 Chromoly Steel. Остальная часть кузова проектируется из карбона. В 2010 проектировщик вначале планировал выпустить три версии, а затем шесть версий автомобиля. В число которых войдет три гоночных и три дорожных модификаций, то есть варианты как для специализированных гоночных трасс, так и для общественных дорог.